# Последняя тревога Мадлен Хайнд
«Последняя тревога Мадлен Хайнд» (англ. The Last Disturbance of Madeline Hynde) — предстоящий психологический триллер режиссёра Кеннета Браны, по сценарию самого́ Браны. Главную роль исполнит Джоди Комер.

## Сюжет
Подробности сюжета держатся в секрете. По информации Deadline, фильм описывается как современный психологический триллер.

## В ролях
- Джоди Комер
- Патрисия Аркетт
- Майкл Шин
- Том Бейтман
- Вики Макклюр
- Майкл Бэлаган
- Кристина Тонтери-Янг
- Карла Кром
- Аийша Харт
- Джемма Уилан

## Производство
О начале работы над фильмом стало известно в мае 2024 года. Сценаристом и режиссёром фильма выступит Кеннет Брана, а главную роль сыграет Джоди Комер. Продюсерами фильма стали Тамар Томас, Лора Бервик и Бекка Ковачик, с которыми режиссёр работал над автобиографической драмой «Белфаст». Съёмки начнутся в Великобритании. Сам Кеннет Брана не сообщил сыграет ли он какую-то роль в фильме.